# Félix Izeta Txabarri
Félix Izeta Txabarri, nació en Cestona, Guipúzcoa, el 3 de agosto de 1961. Es un Gran Maestro Internacional de ajedrez español.

## Resultados destacados en competición
Obtuvo el título de MI a la edad de 23 años en Patras (Grecia) y el de GM con 32 en el Magistral Ciudad de Las Palmas 1993.
Venció en numerosos torneos, entre ellos el Open internacional de San Sebastián en 2 ocasiones, 1995 y 1997, el cerrado internacional de Elgoibar 1996, el Magistral de Pamplona en 1994 empatado en el primer puesto con Andrei Sokolov y Jordi Magem y el Open internacional Ciudad de León en 1998 con 8 puntos en 9 partidas en la que quizás fuera su performance más destacada en un torneo. Fue tres veces Campeón de Euskal Herria de ajedrez (incluyendo ajedrecistas de la CF navarra y el país vasco francés), en los años 1987, 1991 y 2002.
Izeta obtuvo el título de campeón de liga de España por equipos con el Club Ajedrez Barcino (Barcelona) en 1997 en Ponferrada.
Participó representando a España en las Olimpíadas de ajedrez de 1996 en Ereván (+4 =2 -1) siendo esta aún la mejor actuación de la historia de la selección española en unas olimpiadas de ajedrez: sexto puesto, a medio punto de la medalla de bronce. Aquel equipo lo componían también Shirov, Illescas, Magem, García Ilundain y San Segundo. También jugó en cuatro Campeonato de Europa de ajedrez por equipos de 1989 en Haifa, 1992 en Debrecen, 1997 en Pula y de 1999 en Batumi.
Como detalle curioso, a lo largo de su carrera (finalizada en 2003) hizo tablas con 6 campeones mundiales (Spassky, Khalifman, Ponomariov, Kramnik, Topalov y Anand).